# Station Shildon
Shildon is een spoorwegstation van National Rail in Shildon, Sedgefield in Engeland. Het station is eigendom van Network Rail en wordt beheerd door Northern Rail.